# Андраде, Олегарио Виктор
Олегарио Виктор Андраде (исп. Olegario Víctor Andrade, 6 марта 1839, Риу-Гранди-ду-Сул, Бразильская империя — 30 октября 1882, Буэнос-Айрес, Аргентина) — аргентинский поэт, журналист, общественно-политический деятель.

## Биография
Сын мирового судьи. После Майская революция 1810 года семья бежала в Бразилию. С помощью друга семьи Уркиса, учился в колледже Уругвая (Colegio del Uruguay) в Консепсьон-дель-Уругвай (Энтре-Риос). С 1859 года занимался журналистикой. В 1860—1861 годах был личным секретарём президента Аргентины Сантьяго Дерки.
Оказавшись в оппозиции к новым властям, в 1864 году основал собственную газету El Porvenir, в которой резко критиковал политику Буэнос-Айреса и особенно Парагвайскую войну. В 1866 году опубликовал брошюру под названием «Две политики: текущие соображения» (Las dos políticas: consideraciones de actualidad), в которой разъяснял расхождение интересов властей и народа Аргентины. Президент Бартоломе Митре, в 1867 году приказал закрыть его газету. Андраде сотрудничал с El Pueblo Argentino.
В 1878 году он был избран депутатом Палаты депутатов Аргентины от партии автономистов и переизбран три года спустя.

## Творчество
Поэт романтизма. Современными литературными критиками считается одним из самых видных поэтов Аргентины.
Известен, в первую очередь, тем, что перенёс на испано-американскую почву влияние Виктора Гюго. Автор поэм и стихов, проникнутых латиноамериканским патриотизмом.

## Избранные произведения
- El Prometeo (1877)
- San Martín (1878)
- La Atlántida (1881)
- El nido de cóndores (1881)
- El arpa perdida

Похоронен на кладбище Реколета.